# 日本労農党
日本労農党（にほんろうのうとう、旧字体：日本勞農黨、1926年 - 1928年）は昭和初期の中間派無産政党。しばしば日労党（にちろうとう）と略される。
1926年12月9日、日本労働総同盟と日本農民組合の中間派が結成。書記長三輪寿壮、幹部に麻生久・浅沼稲次郎・山名義鶴ら。
社会民衆党の結成方針が1926年11月に明らかにされた数日後、この動きに反発した総同盟の麻生久らが日本農民組合の反幹部派と日本労農党の立ち上げを決定。これによって麻生はじめ複数のメンバーと構成組合が総同盟から除名処分を受け、ほかにも脱退する組合が出る事態に発展して、総同盟の第二次分裂を招いた。
同年12月には日本労農党の結成によって総同盟を除名されたほかの組合とともに日本労働組合同盟を組織することを決めた。この日本労働組合同盟と全日本農民組合（全日農）を基盤に、対華不干渉・電灯料金減額などの現実的政策を掲げ、1928年第1回普通選挙（第16回総選挙）で2議席を得たが成果は挙がらなかった。1928年12月諸派7党を合同して日本大衆党へ発展し、1930年7月全国大衆党、1931年7月新労農党と合同して全国労農大衆党となった。
この党に結集した人々は旧日労系と称され、戦後の日本社会党の中間派の源流になったとされる。